# Kirnberg (Bebenhausen)
Der Kirnberg bei Bebenhausen ist ein 466,2 m ü. NHN hoher Berg des Schönbuchs im baden-württembergischen Landkreis Tübingen.

## Geographie

### Lage
Der Kirnberg erhebt sich im Naturpark Schönbuch. Sein Gipfel liegt 4,4 km nordnordöstlich der Tübinger Innenstadt sowie 1 km südöstlich von Bebenhausen, 3,3 km nordnordwestlich von Lustnau und 3 km nordwestlich von Pfrondorf; die alle zu Tübingen gehören. Südwestlich vorbei am Berg fließt der Goldersbach und südöstlich dessen Zufluss Kirnbach.

### Naturräumliche Zuordnung
Der Kirnberg gehört in der naturräumlichen Haupteinheitengruppe Schwäbisches Keuper-Lias-Land (Nr. 10), in der Haupteinheit Schönbuch und Glemswald (104) und in der Untereinheit Schönbuch (104.1) zum Naturraum Südlicher Schönbuch (104.12). In Bergnähe befindliche Nachbarnaturräume sind: Nördlicher Schönbuch (104.15) im Nordosten und Walddorfer Platten (104.13) im Süden bis Südosten.

## Schutzgebiete
Auf dem Kirnberg liegen Teile des Landschaftsschutzgebiets Schönbuch (CDDA-Nr. 324242; 1967 ausgewiesen; 67,1643 km² groß), des Fauna-Flora-Habitat-Gebiets Schönbuch (FFH-Nr. 7420-341; 112,4713 km²) und des Vogelschutzgebiets Schönbuch (VSG-Nr. 7420-441; 153,6203 km²).

## Geologischer Lehrpfad Kirnberg und Olgahain

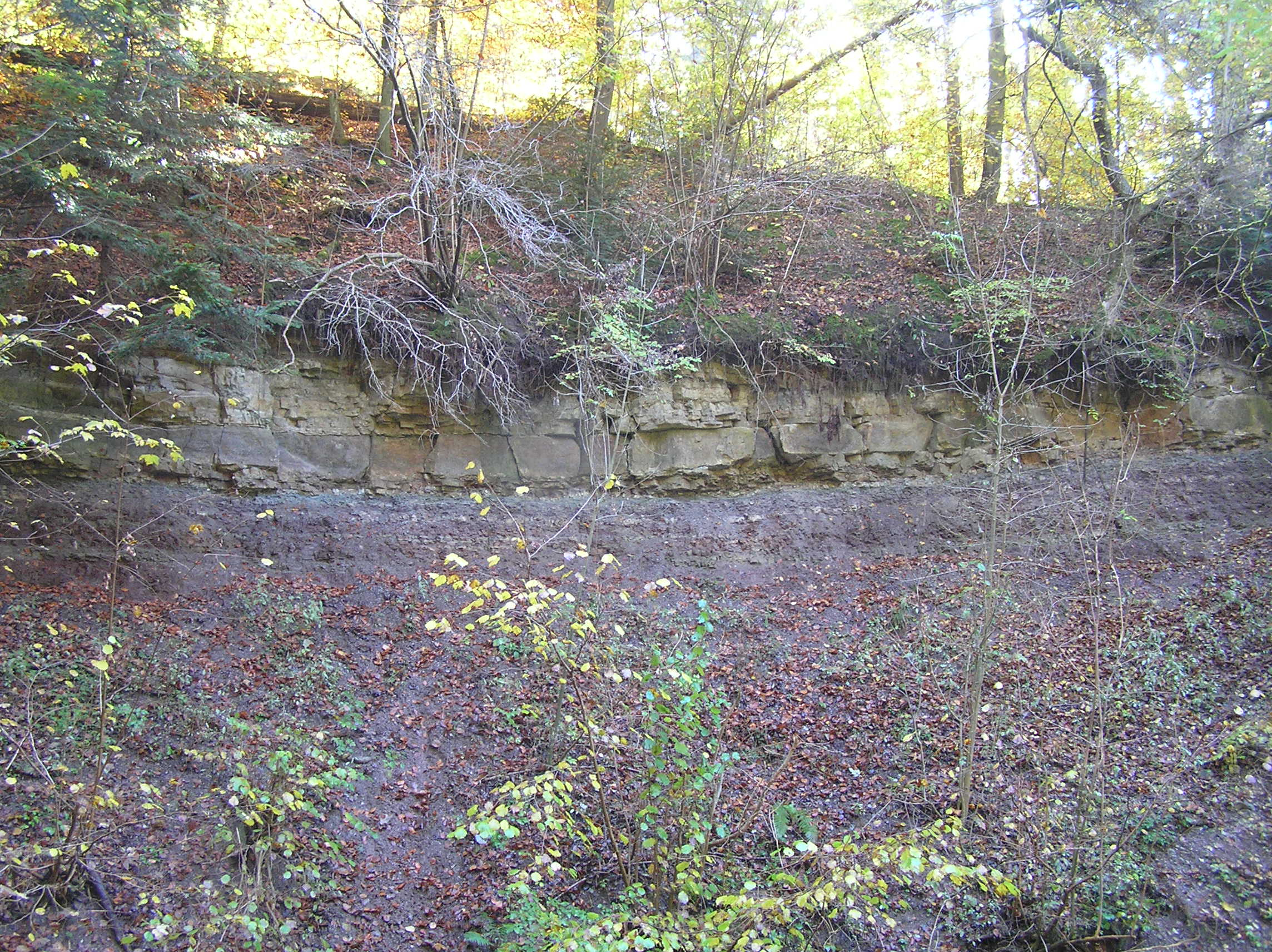
Aufschluss, in dem der Übergang von der Steigerwald-Formation zu der Hassberge-Formation aufgeschlossen ist.

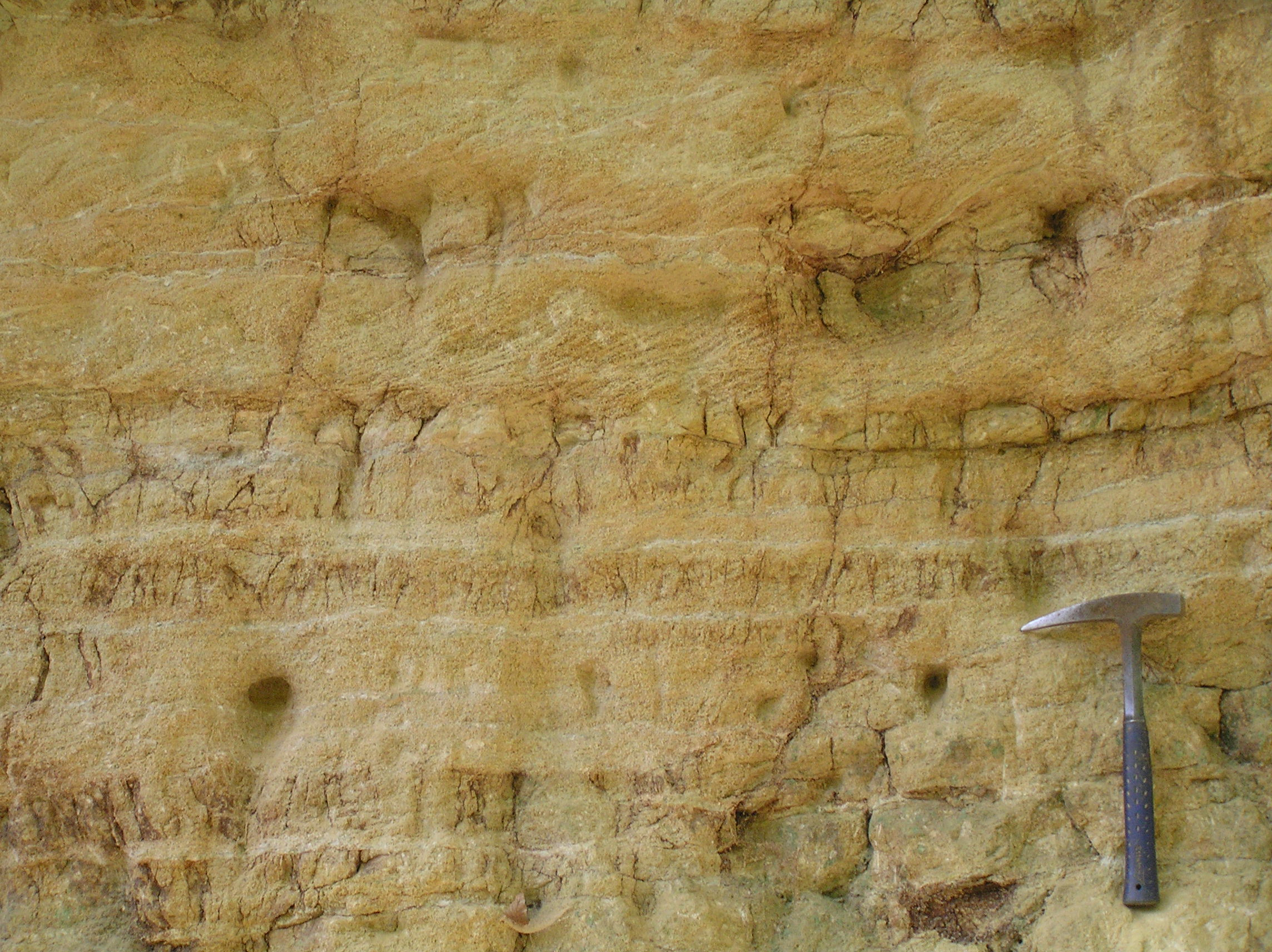
Sandstein-Aufschluss in der Löwenstein-Formation. Die Schichtstrukturen lassen sich sehr gut erkennen.

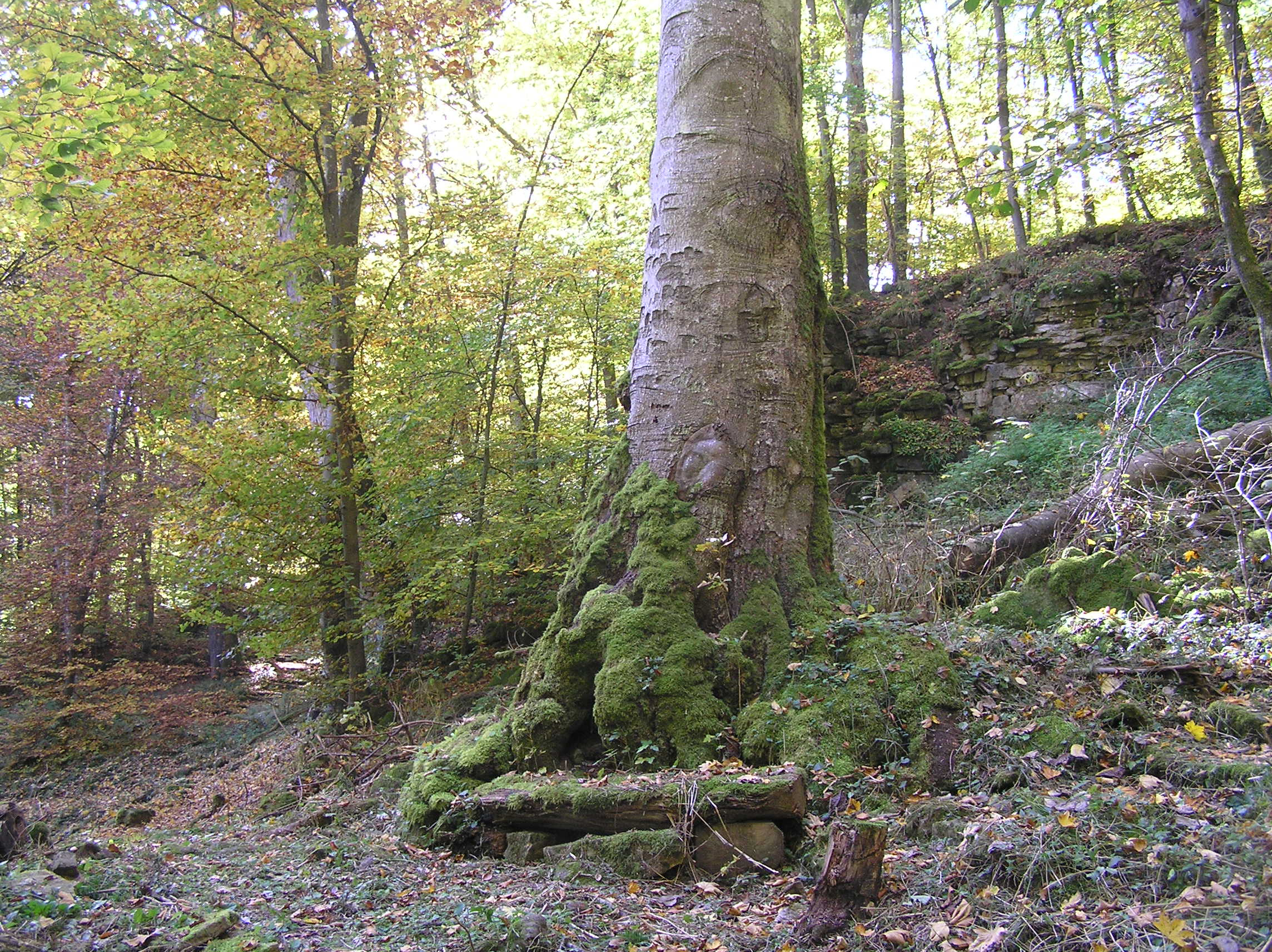
Olgahain. Rechts im Hintergrund sieht man die Abbruchkante des Rhätsandsteins (Exter-Formation).

Am Kirnberg befindet sich der etwa 3 km lange Geologischer Lehrpfad Kirnberg, der 1977 zum 500-jährigen Jubiläum der Universität Tübingen angelegt wurde. Auf 13 Tafeln sind die Ablagerungen des südwestdeutschen Keuperberglands (Tonstein, Mergel sowie Sandstein) erläutert und die Geologie des Tübinger Raums beschrieben. Der Pfad reicht von den Keupersedimenten der Unteren Bunten Mergel bis in den Bereich von jüngeren Keuper-Ablagerungen (Kieselsandstein, Obere Bunte Mergel, Stubensandstein, Knollenmergel sowie Rhätsandstein).
Auf der Südflanke des Kirnbergs liegt – vom Lehrpfad umrundet – oberhalb der Einmündung des Kirnbachs in den Goldersbach der Olgahain. Diese Mischung aus Waldlandschaft und Parkanlage wurde auf Veranlassung von Karl Friedrich Alexander von Württemberg angelegt und nach seiner Gattin Olga Nikolajewna Romanowa (1822–1892) benannt.